# King Krule
А́рчи Ма́ршалл (Archy Marshall) — британский певец, автор песен, музыкант. Начинал карьеру под псевдонимом Zoo Kid, впоследствии изменил его на King Krule. В журнале «Афиша» он был отмечен среди главных музыкальных дебютантов 2012 года.

## Биография
Отец Маршалла занимал должность художественного руководителя телепрограмм в «Би-би-си»; его мать, поклонница хип-хопа старой школы, устраивала вечеринки, на которых звучал даб и гэридж; оба родителя также играли на музыкальных инструментах. В возрасте восьми лет Маршалл начал петь, вдохновляясь голосами Чета Бейкера, Иэна Дьюри, Джо Страммера, и тогда же записал первый трек. По данным на конец 2011 года, он учится в школе BRIT School.
В течение 2010 года Маршалл под именем Zoo Kid размещал на своей странице в сети Bandcamp отдельные композиции, записанные с помощью ноутбука и сочетавшие элементы джаза, рокабилли, даба, хип-хопа и соула. Его дебютный сингл «Out Getting Ribs» был выпущен 6 декабря 2010 года на лейбле House Anxiety. В следующем году музыкант взял новое сценическое имя — King Krule, решив, что старый псевдоним недостаточно «взрослый», и издал одноимённый мини-альбом.
В начале 2012 года был представлен его ремикс трека The Big Pink «Hit the Ground (Superman)» (вошёл в мини-альбом группы Future This Remix). В сентябре того же года вышел сингл «Rock Bottom» на лейбле Rinse.

## Дискография

### Студийные альбомы
- 6 Feet Beneath the Moon (True Panther/XL Recordings, 2013)
- A New Place 2 Drown (True Panther/XL Recordings, 2015)
- The Ooz (True Panther/XL Recordings, 2017)
- Man Alive! (True Panther/XL Recordings, 2020)
- Space Heavy (2023)

### Мини-альбомы
- King Krule (True Panther, 2011)

### Синглы
- «Out Getting Ribs»/«Has This Hit» (House Anxiety, 2010)
- «Rock Bottom»/«Octopus» (Rinse, 2012)